# السجل الإداري لولاية فلوريدا
السجل الإداري لولاية فلوريدا (اختصارًا: FAR) هو النشرة اليومية التي تحتوي على القواعد المقترحة والإشعارات الصادرة عن وكالات ولاية فلوريدا.